# Susanne Zeilinger-Migsich
Susanne Zeilinger-Migsich (* 1969 in Wien) ist eine  Privatdozentin und Senior Scientist am Institut für Verfahrenstechnik im Bereich Biotechnologie und Mikrobiologie an der Technischen Universität Wien und Professorin für Mikrobiologie am Institut für Mikrobiologie an der Universität Innsbruck.

## Leben
Zeilinger-Migsich begann 1987 ein Studium der Mikrobiologie und Genetik an der Universität Wien. Im Jahr 1993 beendete sie es mit der Diplomarbeit „Reinigung und Charakterisierung der alpha Galactosidase aus Trichoderma reesei“ an der TU Wien und dem VTT Technical Research Center in Finnland. 1995 reichte Susanne Zeilinger-Migsich ihre Dissertation an der TU Wien mit dem Thema „Einfluss der Kohlenstoffquelle auf die Regulation der Expression ausgewählter Gene aus Trichoderma reesei“ ein und promovierte mit Auszeichnung. Im Sommer 1989 und 1990 machte Susanne Zeilinger-Migsich Ferialpraktika bei der Lenzing AG und im Sommer 1991 bei der Firma Biochemie GmbH Kundl. Von 1995 bis 2001 arbeitete sie als Post-Doc am Institut für Biochemische Technologie und Mikrobiologie an der TU Wien. Im Jahr 1996 nahm sie eine Position als Post-Doc am Institut für Pflanzenpathologie an der Universität NeapelFederico II ein und war von 1996 bis 2001 Lehrbeauftragte an der Universität Wien. Von 2001 bis 2019 arbeitete sie an der TU Wien als Projektleiterin und Seniorwissenschaftlerin. Seit 2015 ist Zeilinger-Migsich an der Universität Innsbruck Professorin für Mikrobiologie. Susanne Zeilinger ist als Editorial Board Member bei „BMC Fungal Biology and Biotechnology“ und „Biocontrol Science and Technology“, als Sprecherin des DKs Bio-Interactions – from basics to application, als Mitglied des Fakultätsrats der Fakultät für Biologie und des QV-Beirats der Fakultät für Biologie und als Associate Editor of Frontiers in Microbiology, Section Fungi and Their Interactions tätig.

## Forschung
Zeilinger-Migsich forscht unter anderem in Mykologie, Mikrobiologie und Genetik. Aktuell (Stand 1/2020) befasst sie sich mit mikrobiellen Wechselwirkungen mit Schwerpunkt auf der Wechselwirkung zwischen mykoparasitischem Pilz und Pilz. Die Forschungsfragen beschäftigen sich mit dem Signalaustausch zwischen den Interaktionspartnern, Erkennungsereignissen und zellulären Antworten. Weitere Forschungsgebiete, mit denen sie sich beschäftigt, sind:
- Molekulare Mykologie
- Mikrobielle Interaktionen und mikrobielle Kommunikation
- Mykoparasitimus und Biokontrolle
- Signaltransduktion in Pilzen
- Pilzliche Sekundärmetabolite und Enzyme
- Genregulation in Pilzen[4]

Im Folgenden ist eine Auswahl ihrer Forschungsprojekte angeführt:
- From organismic to biomolecular interactions: Visualizing signaling complexes in the fungal membrane[5]
- Trichoderma mycoparasitism enters the post-genomic era[6]
- BIOGEN: from genes to biocontrol[7]
- TRICHO-TOR: TOR kinase signaling in the mycoparasite Trichoderma atroviride[8]
- Chem-Talk: Chemical cross-talk in mycoparasitic interactions[9]